# Kubova Huť
Kubova Huť (deutsch Kubohütten) ist eine Gemeinde in Südböhmen im Stadtkreis Prachatice. Die auf einem Bergsattel gelegene Gemeinde grenzt an das Urwaldschutzgebiet Boubínský prales.

## Geschichte
Im Jahre 1728 errichtete der böhmische Glasmacher Johann Podschneider an der Stelle des heutigen Ortes seine Glashütte. 1899 erhielt der Ort mit der Errichtung der Lokalbahn von Winterberg nach Wallern einen Eisenbahnanschluss. Bis zur Mitte des 20. Jahrhunderts war Kubohütten ein Ortsteil von Obermoldau.
1945/46 wurden die deutschen Bewohner aus ihrer Heimat vertrieben und entschädigungslos enteignet.

## Kultur und Sehenswürdigkeiten

### Museen
- Goldener Steig[3]

### Bauwerke
- Kapelle der Jungfrau Maria  ⊙

## Wirtschaft und Infrastruktur

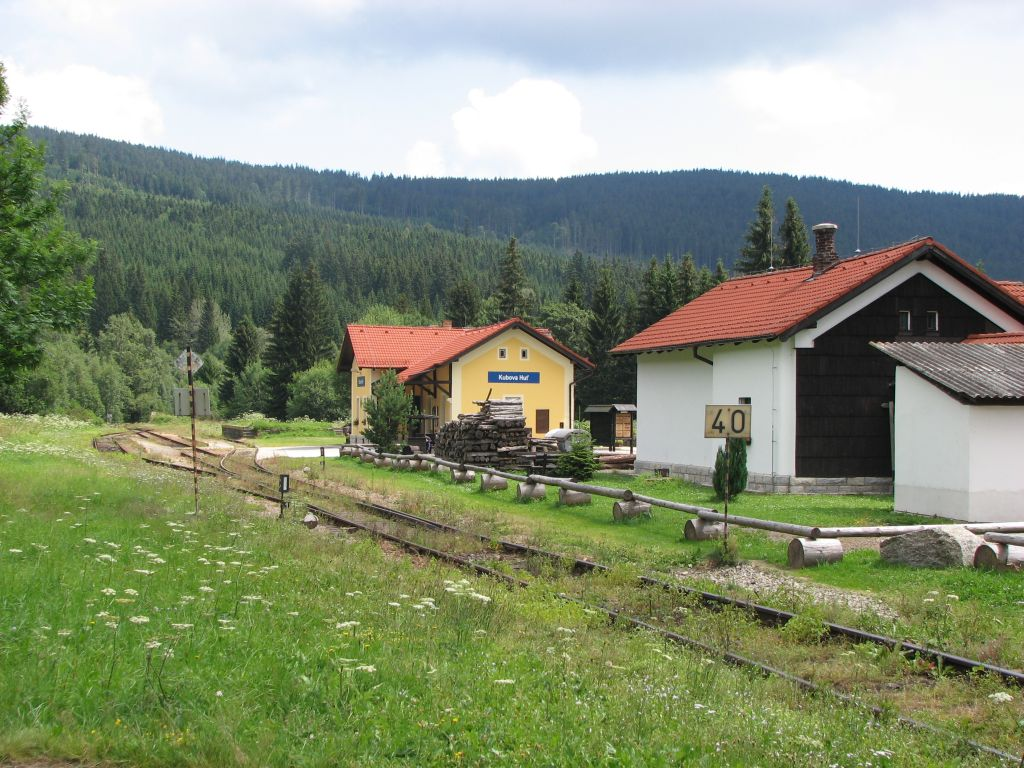
Bahnhof Kubova Huť

### Grünflächen und Naherholung
- Östlich des Ortes mitten im Böhmerwald liegt der 1362 m hohe Boubín mit geschütztem Urwald. Dort steht auch der Böhmerwald-König der Fichten - die höchste Fichte in der Tschechischen Republik. Im Westen des Tales erhebt sich der 1146 m hohe Obrovec. Am nördlich gelegenen Světlá hora (1123 m) erinnert der Wolfstein daran, dass an dieser Stelle am 2. Dezember 1874 der letzte Wolf des Böhmerwaldes erlegt wurde.
- Naturlehrpfad Obermoldauer Weiden ⊙

## Verkehr
Durch die Gemeinde führt die Fernverkehrsstraße 4, welche den 13 km entfernten Grenzübergang Strážný mit der Autobahn 4 verbindet.
Der Regional-Bahnhof liegt in einer Höhe von 995 m über dem Meeresspiegel an der Strecke Strakonice – Vimperk – Volary.

### Sport

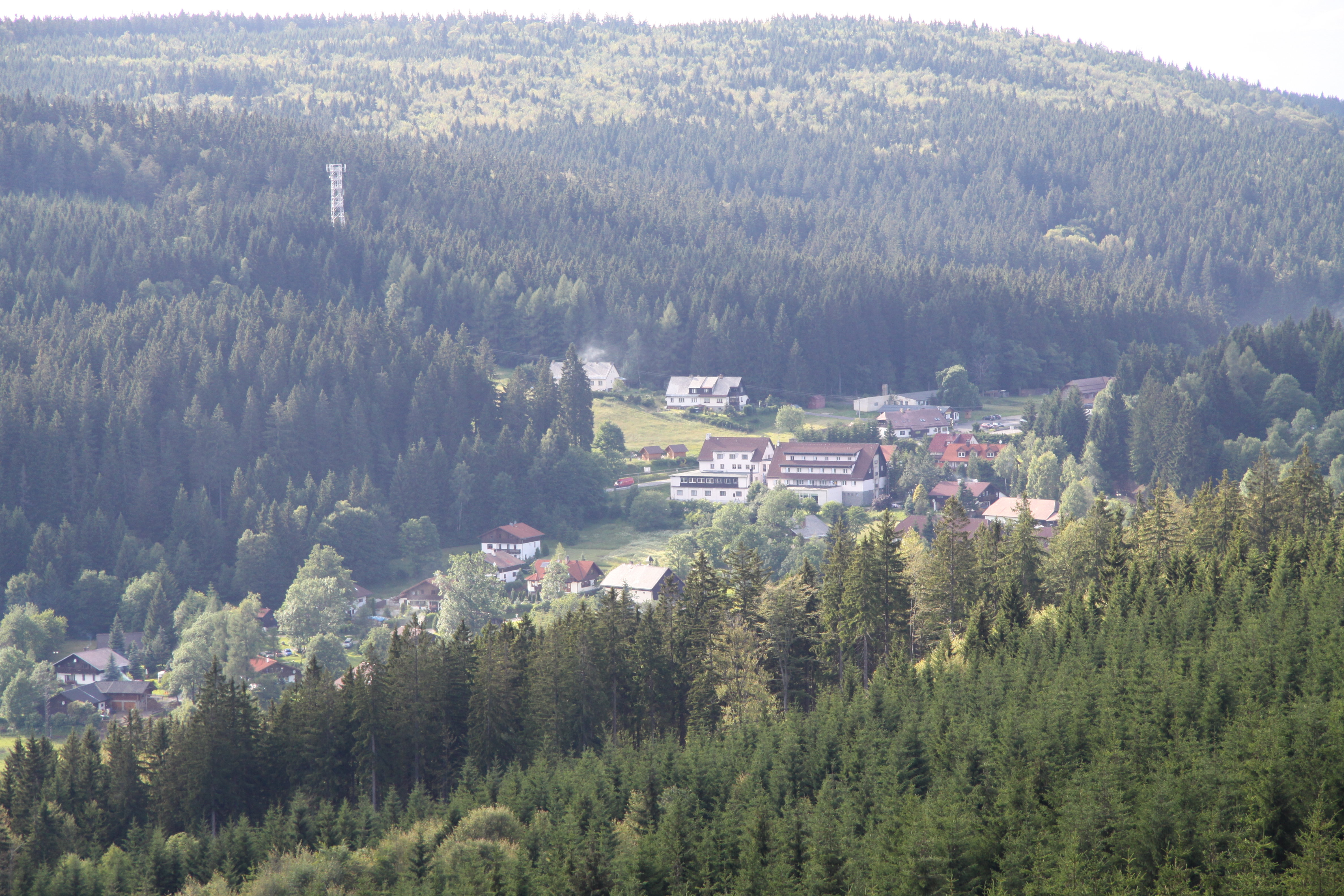
Kubova Hut im Jahre 2011

- Skiareal Kubova Huť
- Frisbee Discgolf